# Inyo destructor
Inyo destructor is een vliegensoort uit de familie van de wolzwevers (Bombyliidae). De wetenschappelijke naam van de soort is voor het eerst geldig gepubliceerd in 1987 door Hall and Evenhuis.